# Ronny Nilsson
Ronny Nilsson, född 1948 i Kalmar, är en svensk före detta företagsledare och fotbollsledare.
Nilsson var under flera år Europachef för Flextronics, VD för Relacom och under drygt 20 år ledamot i Kalmar FF:s styrelse varav drygt tio år som styrelsens ordförande. Som Kalmar FF:s starke man var han dels drivande i att modernisera föreningen och etablera den som en stabil allsvensk fotbollsförening, dels strategiskt och operativt pådrivande i uppförandet av Guldfågeln Arena.
För sina insatser för Kalmar och Kalmarregionen har Nilsson fått en gata uppkallad efter sig i Kalmar – Ronny Nilssons gata. Nilsson har också hedrats för sina betydelsefulla insatser för Kalmar FF där han är hedersordförande och invald i föreningens Wall of Fame. Styrelserummet på Guldfågeln Arena är också döpt till Bibliotek Ronny Nilsson.